# Pierce LePage
Pierce LePage (Toronto, 22 de enero de 1996) es un deportista canadiense que compite en atletismo, especialista en la prueba de decatlón.
Ganó dos medallas en el Campeonato Mundial de Atletismo, en los años 2022 y 2023. Participó en los Juegos Olímpicos de Tokio 2020, ocupando el quinto lugar en su especialidad.

## Palmarés internacional
| Campeonato Mundial | Campeonato Mundial      | Campeonato Mundial | Campeonato Mundial |
| Año                | Lugar                   | Medalla            | Prueba             |
| ------------------ | ----------------------- | ------------------ | ------------------ |
| 2022               | Eugene (Estados Unidos) | Medalla de plata   | Decatlón           |
| 2023               | Budapest (Hungría)      | Medalla de oro     | Decatlón           |